# Edinburgh Chess Club
Edinburgh Chess Club – szkocki klub szachowy z siedzibą w Edynburgu, 27-krotny zdobywca Richardson Cup, 11-krotny zwycięzca Scottish National Chess League.

## Historia
Klub został założony w 1822 roku i początkowo liczył 31 członków. Pierwszym prezydentem klubu został A. Berry. W 1824 roku klub podjął mecz korespondencyjny z London Chess Club, który trwał cztery lata i zakończył się zwycięstwem Edynburga. W 1899 roku klub wystąpił w finale pierwszej edycji Richardson Cup, a dwa lata później po raz pierwszy wygrał trofeum, pokonując w finale Glasgow Chess Club. W 1919 roku gościem klubu był José Raúl Capablanca, a dziewiętnaście lat później symultanę zagrał Aleksandr Alechin. Do 1962 roku zespół wygrał RIchardson Cup dwadzieścia razy, a w latach 1981–1982 i 1987 ponownie triumfował w pucharze. W latach 1987, 1990, 1993–1994 i 2000–2002 klub wygrał Scottish National Chess League (SNCL). W 2011 roku klub zadebiutował w Pucharze Europy, zajmując 57. miejsce (1 zwycięstwo, 1 remis, 5 porażek). W 2013 roku klub wygrał SNCL oraz Richardson Cup, wystąpił także w Pucharze Europy. Po wygranych z SV Voerendaal, SC Eppingen i Adare Chess Club szkocki zespół zajął 33. miejsce w klasyfikacji. Rok później klub z Edynburga ponownie wygrał trzy razy w Pucharze Europy, z Asker SK, Bon Accord Chess Club i Matinkylän SK, zajmując 39. miejsce w rozgrywkach. W 2016 roku zespół w europejskich rozgrywkach był 58. W latach 2015–2017 klub trzy razy z rzędu wygrał SNCL, a w latach 2016 i 2023–2024 triumfował w Richardson Cup.